# Jack Hoxie
Pour les articles homonymes, voir Hoxie.
Jack Hoxie ou Hart Hoxie (né le 11 janvier 1885 à Kingfisher Creek dans le Territoire indien, aujourd'hui en Oklahoma, mort le 28 mars 1965 à Elkhart au Kansas) est un acteur américain. Il a tourné essentiellement des westerns au temps du muet.

## Filmographie
- 1910 : Ridin' Romance de James Young Deer (en)
- 1913 : The Tragedy of Big Eagle Mine (it)
- 1913 : Brought to Bay (it) de J. P. McGowan
- 1913 : The Invaders (it) de George Melford
- 1913 : The Battle at Fort Laramie de J. P. McGowan
- 1913 : The Big Horn Massacre (it) de George Melford
- 1913 : The Village Doctor
- 1913 : The Holdup at Black Rock
- 1914 : The Conductor's Courtship de J. P. McGowan
- 1914 : Kaintucky Bill de J. P. McGowan
- 1914 : The Identification de J. P. McGowan
- 1914 : The Operator at Black Rock de J. P. McGowan
- 1914 : Near Death's Door de J. P. McGowan
- 1914 : The Car of Death de J. P. McGowan
- 1914 : The Hazards of Helen, ép. 3 : The Girl at the Throttle (it) de J. P. McGowan
- 1915 : Le Diamant du ciel (The Diamond from the Sky) de Jacques Jaccard et William Desmond Taylor
- 1915 : The Hazards of Helen, ép. 26 : The Wild Engine de J. P. McGowan
- 1916 : The Dumb Girl of Portici (en) de Phillips Smalley et Lois Weber
- 1916 : The Three Godfathers (en) d'Edward LeSaint
- 1916 : Jeanne d'Arc (Joan the Woman) de Cecil B. DeMille
- 1917 : Nan of Music Mountain (en) de George Melford et Cecil B. DeMille
- 1917 : Jack and Jill de William Desmond Taylor
- 1918 : The Wolf and His Mate (en) d'Edward LeSaint

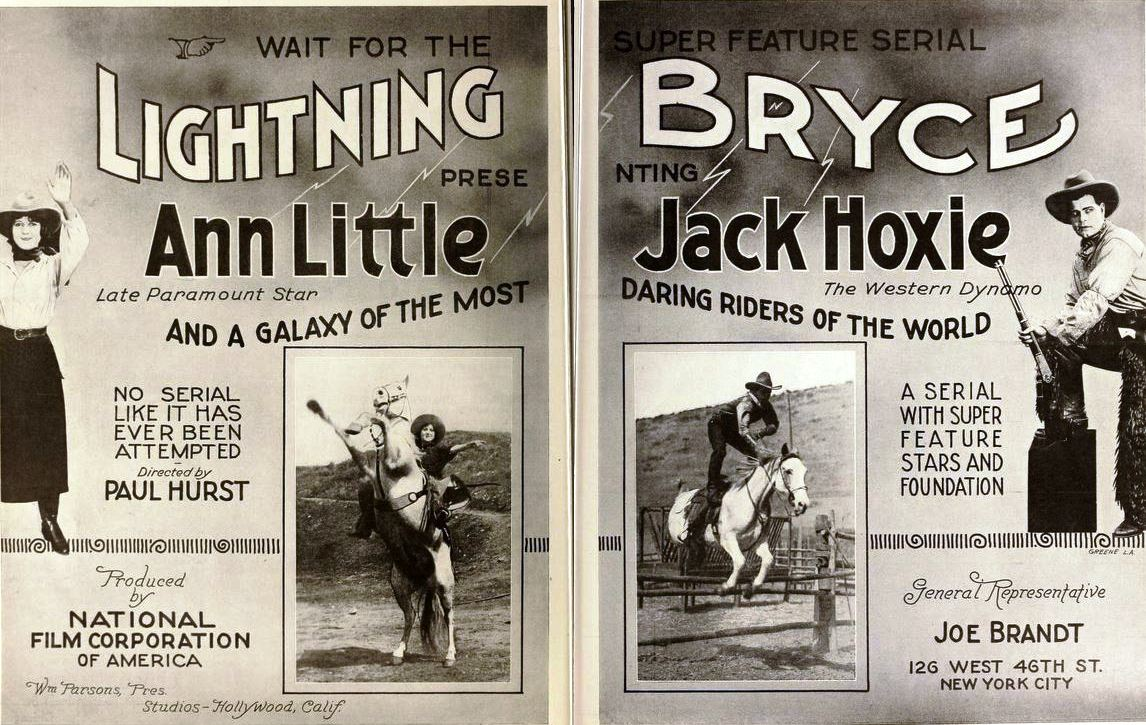
Dans Lightning Bryce (1919)

- 1918 : L'Homme aux yeux clairs ('Blue Blazes' Rawden) de William S. Hart
- 1918 : A Fight for Millions (pt), ép. 1 : The Snare de William Duncan
- 1918 : The Iron Test (pt) de Robert N. Bradbury et Paul Hurst
- 1919 : Le Remplaçant (en) (Johnny Get Your Gun) de Donald Crisp
- 1919 : Lightning Bryce de Paul Hurst
- 1919 : La Vallée des géants de James Cruze
- 1920 : Thunderbolt Jack (en) de Francis Ford et Murdock MacQuarrie
- 1920 : A Man from Nowhere de Francis Ford
- 1921 : Devil Dog Dawson (en) de Karl R. Coolidge (en)
- 1922 : Barb Wire (en) de Francis J. Grandon
- 1922 : Back Fire (en) d'Alan James
- 1922 : Riders of the Law (en) de Robert N. Bradbury

- 1923 : The Forbidden Trail (en) de Robert N. Bradbury
- 1923 : Desert Rider (en) de Robert N. Bradbury
- 1924 - The Galloping Ace (en)  de Robert N. Bradbury

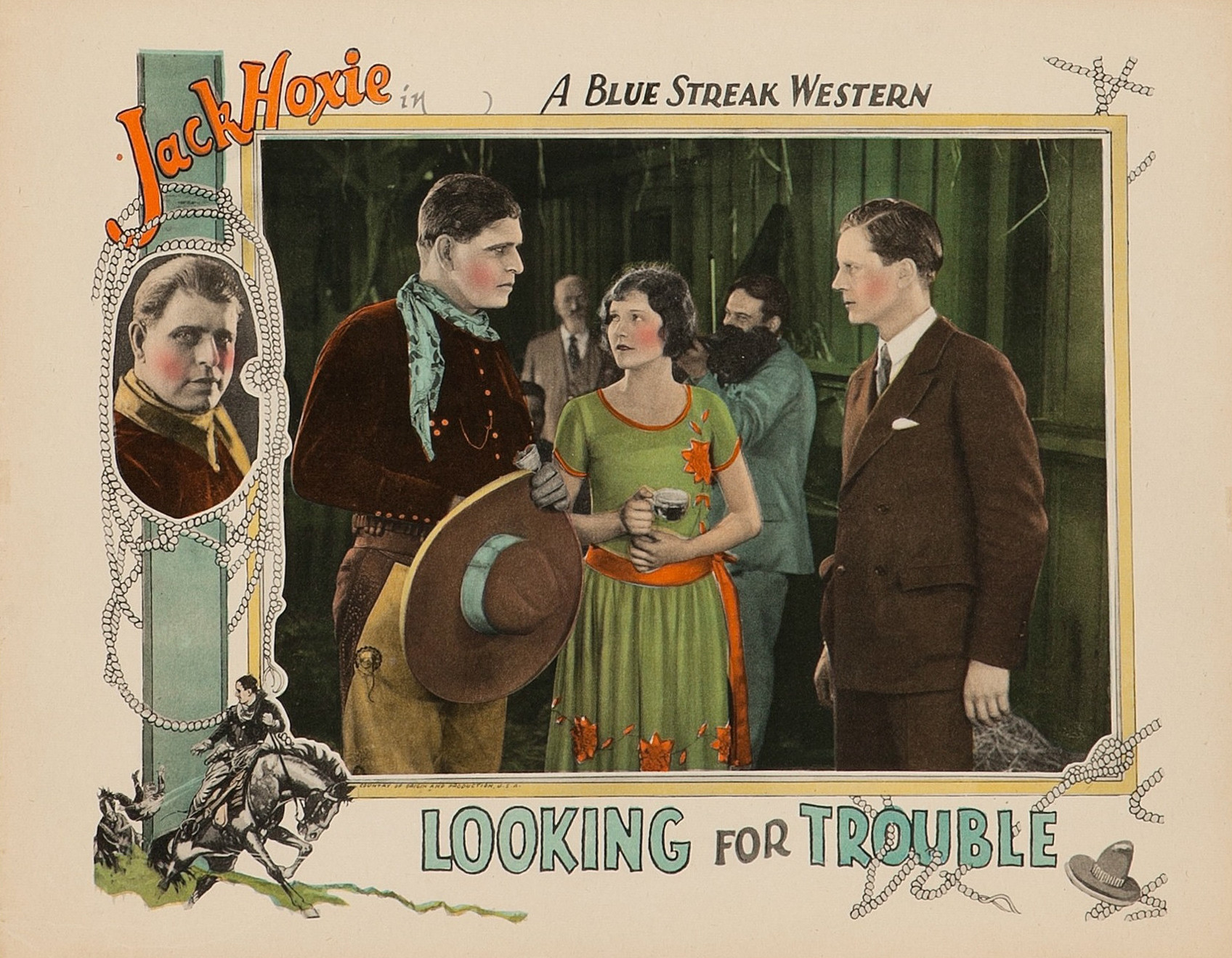
Looking for Trouble (1926)

- 1924 : Hello, 'Frisco de Slim Summerville
- 1925 : The White Outlaw (en) de Clifford Smith
- 1926 : A Six Shootin' Romance (en) d'Alan James et Clifford Smith
- 1926 : Looking for Trouble (en) de Robert N. Bradbury
- 1926 : The Fighting Peacemaker (en) de Clifford Smith
- 1926 : La Dernière Frontière (The Last Frontier) de George B. Seitz
- 1926 : The Wild Horse Stampede (en) de Clifford Smith
- 1932 : Gold d'Otto Brower
- 1932 : Law and Lawless (en) d'Armand Schaefer
- 1932 : Outlaw Justice (en) d'Armand Schaefer
- 1933 : Via Pony Express (en) de Lewis D. Collins
- 1933 : Gun Law de Lewis D. Collins
- 1933 : Trouble Busters (en) de Lewis D. Collins